# Литературен клуб
„Литературен клуб“ е българско месечно електронно списание за литература.
Основано е на 30 август 1998 г. Публикува художествена литература, оригинална и преводна, литературна критика, хуманитаристика и публицистика. Представя нови книги и информация за премиери на книги. Има авторски публицистични рубрики на Мария Станкова и на Красимира Джисова. През годините провежда множество конкурси, най-важните от които са: Конкурс за къс разказ, посветен на 120 г. от рождението на Йордан Йовков (2000 г.), Конкурс за къс разказ, посветен на 121 г. от рождението на Йордан Йовков (2001 г.), Конкурс за литературна критика, посветен на 120 г. от рождението на Димо Кьорчев (2004 г.), Конкурс за къс разказ, посветен на 70 г. от смъртта на Йордан Йовков (2007 г.).
През 2009 г. „Литературен клуб“ става носител на националната награда „Христо Г. Данов“ за принос в българската книжовна култура в категорията „Електронно издаване и нови технологии“, а е номинирано за наградата и през 2004 г., 2008 г. и 2011 г.